# Közönséges paprika
A közönséges paprika vagy termesztett paprika egy közismert félcserjés évelő zöldség és fűszernövény, amely a Capsicum (paprika) nemzetségbe tartozik. Latin neve Capsicum annuum (capsis = „csípés”, annuum = „egynyári”), ami egyrészt a termése csípős ízére utal, másrészt arra, hogy évelő volta ellenére általában csak egy évig szokták termeszteni. Népies elnevezései: kerti bors, magyar bors, törökbors, pogánypaprika, veres bors.
A magyarok egyedülállóan sok paprikát termesztenek, és sokat fogyasztanak is (Magyarországon 10 kg/év/fő). Szerte a világon azonban nem a nálunk ismert étkezési paprikák a vezetők, hanem az úgynevezett csilipaprikák.

## Jellemzése
Őshazája Közép- és Dél-Amerika; Európában első példányai a hódítások idején hajósok által került át Dél-Amerikából Spanyolországba. Borsot láttak benne, és eleinte csak egzotikus fűszerként használták.
Fényigényes, naponta legalább 6-8 óra napfényre van szüksége. A tűző napot szereti, meghálálja a bőséges öntözést. Fajtától függően 30-100 centiméter magasra nő, termése 1-50 dekagramm súlyú.
A közönséges paprika táplálkozási értéke nagy, mert sok benne az értékes összetevő és sokoldalúan felhasználható. A paprika termésének csípős ízét az aromatikus aminók csoportjába tartozó szerves vegyület, a kapszaicin (Capsaicin) okozza, amely a néhány nem csípős fajtából hiányzik is, piros színét pedig a karotinoidokhoz tartozó kapszantin (Capsanthin) adja. Ez az anyag a paprika termés növekedése, érése során képződik. A paprikák csípősségét hagyományosan a Scoville-skálán (SHU egység) és az annál objektívabb „ASTA csípősség-egységben” nagy teljesítményű folyadékkromatográfiával mérik.
A C-vitamin-tartalma 100 mg/100 g, de egyes fajták beérett termésében a 300 mg-ot is elérheti. Előnye, hogy savanyítva is megőrzi C-vitamin-tartalmát, ezért téli fogyasztása mindenkinek javasolt. Tartalmaz még illóolajat, cukrot, pektint, ásványi sókat, A, B1, B2-vitamint is. A sokféle karotinoid nemcsak festékanyag, de tápértékük is fontos. A jó minőségű fűszerpaprika élettani hatása összetett, amelyek közül az étvágygerjesztő, és emésztést serkentő hatása emelkedik ki leginkább.
Termése felfújt bogyó.

## A magyar fűszerpaprika
Magyar paprika alatt legtöbbször az élelmiszerként használt, szárított és feldolgozott paprika-őrleményt értünk, amely jellegzetes kelléke számos magyar ételnek).
Közép-Európában eleinte termést hozó dísznövényként kezelték, cserépbe ültetve. A füves-könyvek tanúsága szerint a 16. században került először hazánkba Charles de L’Écluse, németalföldi flamand botanikus és füvésztudós révén, és igen hamar elterjedt. Dísznövényként termesztették, de orvosságnak is javasolták (Fructus Capsici). Gazdasági haszonnövényként viszont már a török hódoltság időszakában vált népszerűvé itthon. Elterjedését, és népszerűségét az egyre bővülő magyar népművészeti motívumok jól jelzik. A paprika mint hazai népi motívum már a 17.-18. századi díszítő hagyományként szerepel cifra szűrökön, ködmönökön, keszkenőn, egyes díszesebb korsókon is fel-feltűnik. A kalocsai mintázatban pedig a 19. század derekától fogva mint egyik alapmotívum jelenik meg. Ma már a magyarokról kialakult sztereotípiák egyik alkotóeleme a paprika, a nevet még televízió csatorna is őrzi.

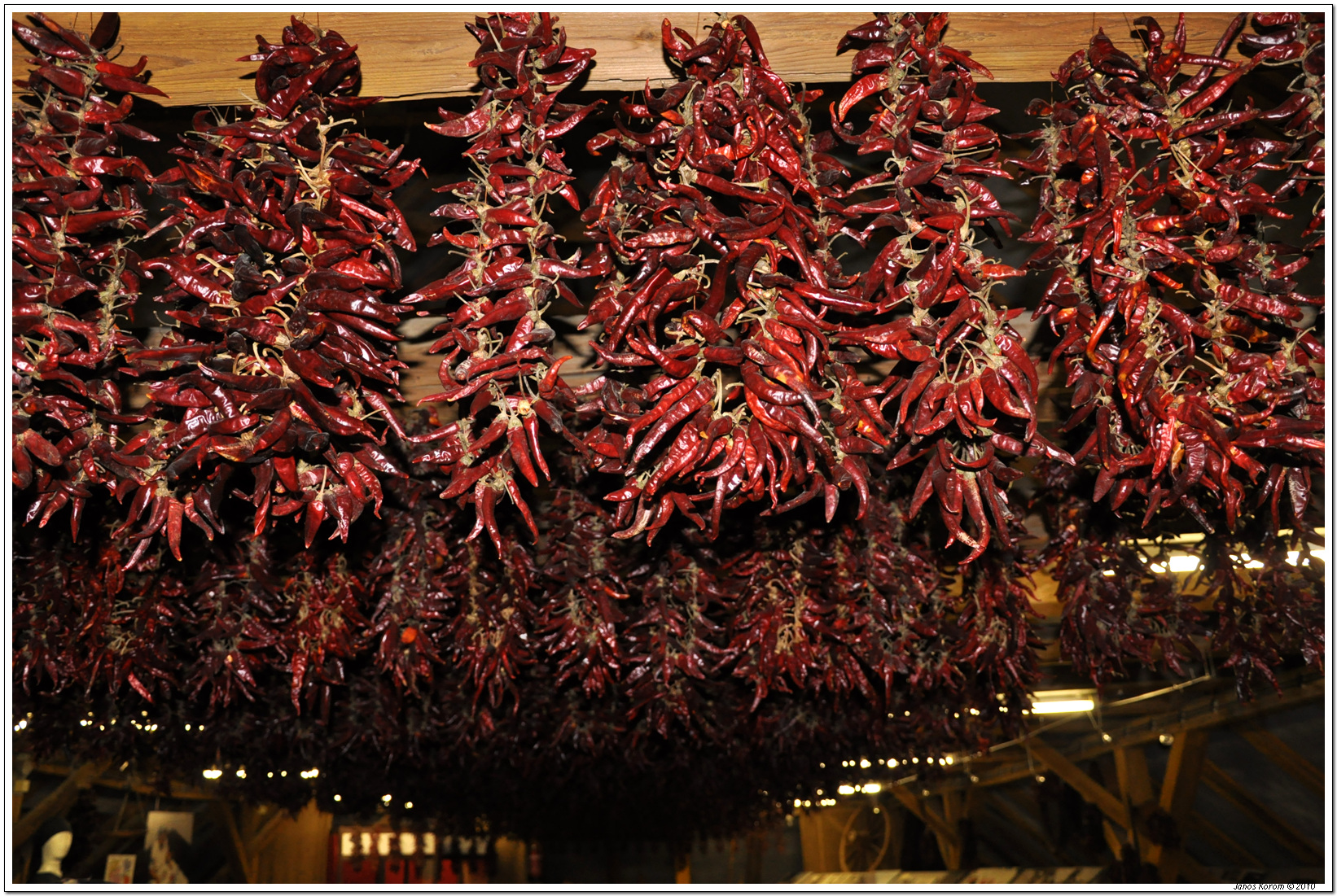
Paprikafüzérek a kalocsai Paprika Múzeumban

A magyar fűszerpaprikának a titka nem csupán a jó minőségű föld, "élet-gazdag" vizet tároló, leginkább humuszos talaj, a sok napfény, hanem a leszedés utáni szárítás folyamata is. A kapszantin tartalom a fűszerpaprika beérésétől, és leszedésétől számított hat héten keresztül zajló aszalás során megkétszereződik, miközben átlagosan 22-25% a száradás mértéke. Ezért fontos a természetes körülmények között, füzérekben, világos és szellős, száraz (esőmentes) helyen hetekig tárolni, aszalni. Hagyomány szerint az ipari szárításhoz hazánkban a szárak mentén mintegy kb 170 cm hosszban felfűzött paprikák alkotta füzérek alkotnak egységet, amelyben terméstől függően 300-400 db paprika található, és átlagosan közel tíz kiló súlyt nyomnak szárítás előtt. A szárítás nyomán a paprikában a kapszantin tartalom mellett megnövekszik a természetes növényi só tartalma, a különböző szerves enzimek továbbá többféle nemes olaj tartalma, és nem elhanyagolható a sokat emlegetett C vitamin tartalma sem, amelyek együttesen biztosítják a fűszerpaprika ízét, aromájának erejét, illatát, színét.
A modern technológiák alkalmazása, a korszerűnek számító gépi aszalók, a termelékenység növelése érdekében lecsökkentett természetes aszalási folyamatok, mind a minőség rovására tett engedmények. A jó magyar fűszerpaprika minőségét épp a hagyományokon alapuló feldolgozása biztosítja. Ma sok magángazdaságban visszatértek a régi aszalási technikákhoz, a feldolgozás-technikai fegyelem betartása mellett a végeredmény sok-sok első osztályú minőségű kitűnő magyar fűszerpaprika. A fűszerpaprika termeléséhez hazánkban leginkább a Dél-Magyarország éghajlata, és a Tisza-Maros torkolatvidékének humuszos talaja kedvez. Ezért is lett Szeged a fűszerpaprika termelés egyik fontos központja. Másik nagy termőterület, ennek az éghajlati zónának az északi peremvidékén elhelyezkedő Kalocsa és környéke, ahol a televényes homokos talaj szintén kedvez a fűszerpaprika termeléséhez.

## Paprikafajták

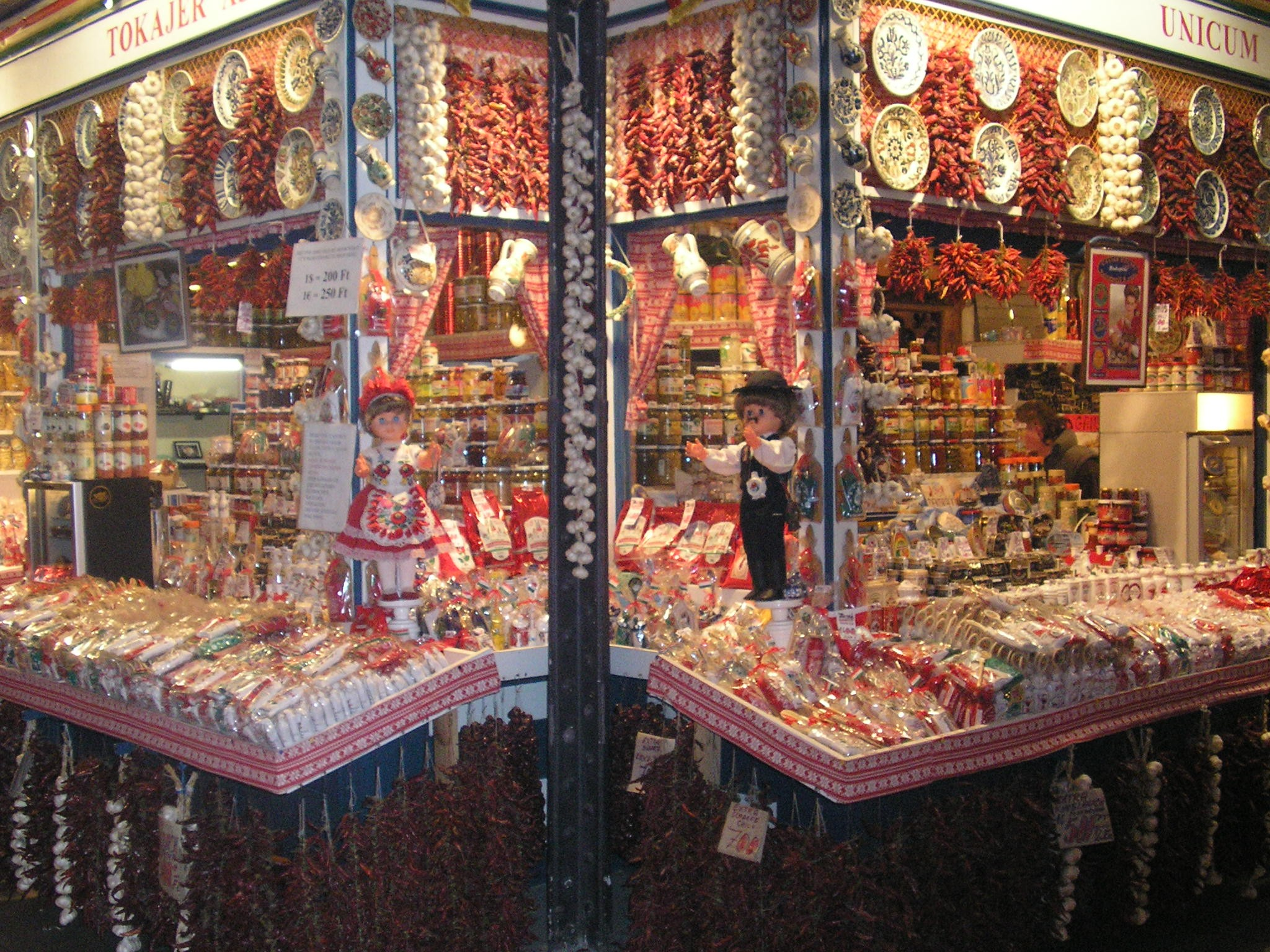
Fűszerpaprika üzlet Budapesten

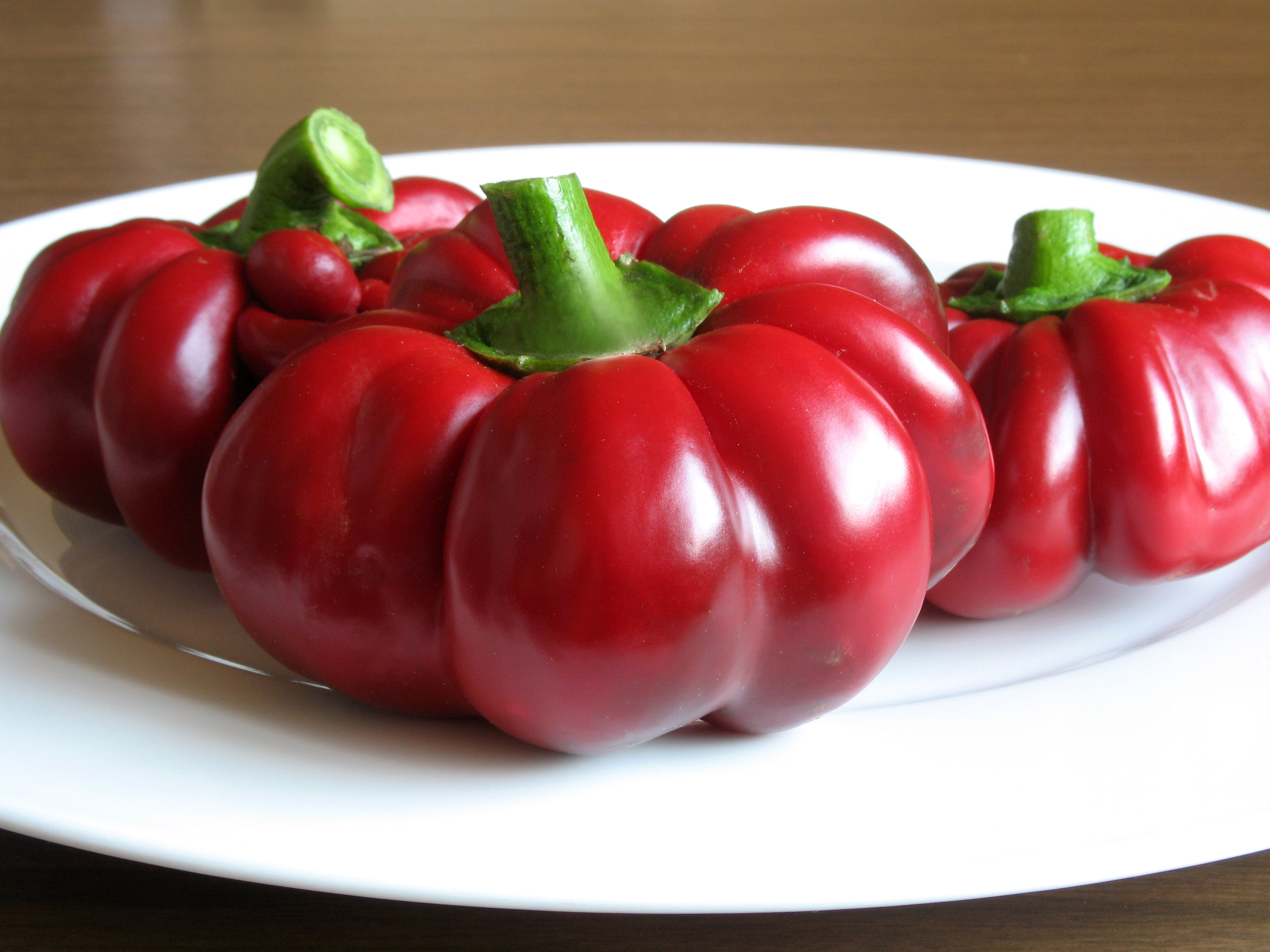
Paradicsompaprika

A közönséges paprika vad változata a mexikói vadpaprika (Capsicum annuum var. aviculare vagy Capsicum annuum var. glabriusculum). Az ebből származó termesztett fajták összefoglaló neve a Capsicum annuum var. annuum, de többségük külön változatokba is sorolható. A két fő termesztett változat a csemegepaprika (Capsicum annuum var. grossum) és a fűszerpaprika (Capsicum annuum var. longum).
Történelmi magyar fajtatípusok:
- Magyar fűszerpaprika vagy pirospaprika (Capsicum annuum var. longum) – termése édestől a csípős ízűig
- Almapaprika (Capsicum annuum var. grossum) – enyhén csípős termésű, 500-1000 SHU
- Cseresznyepaprika (Capsicum annuum var. cerasiforme) – enyhén vagy közepesen csípős termésű, 1000–5000 SHU

A közönséges paprika néhány ismertebb egyéb fajtatípusa:
- Étkezési paprikák:
  - Csemegepaprika (Capsicum annuum var. grossum)
    - Zöldpaprika (0 SHU)
    - Cubanelle paprika (0 SHU)
    - Kaliforniai paprika (0 SHU)
    - Bell paprika (0–400 SHU)
    - Pimiento paprika vagy spanyol paprika (100–500 SHU)

  - Paradicsompaprika (Capsicum annuum var. lycopersiciforme, 0 SHU)

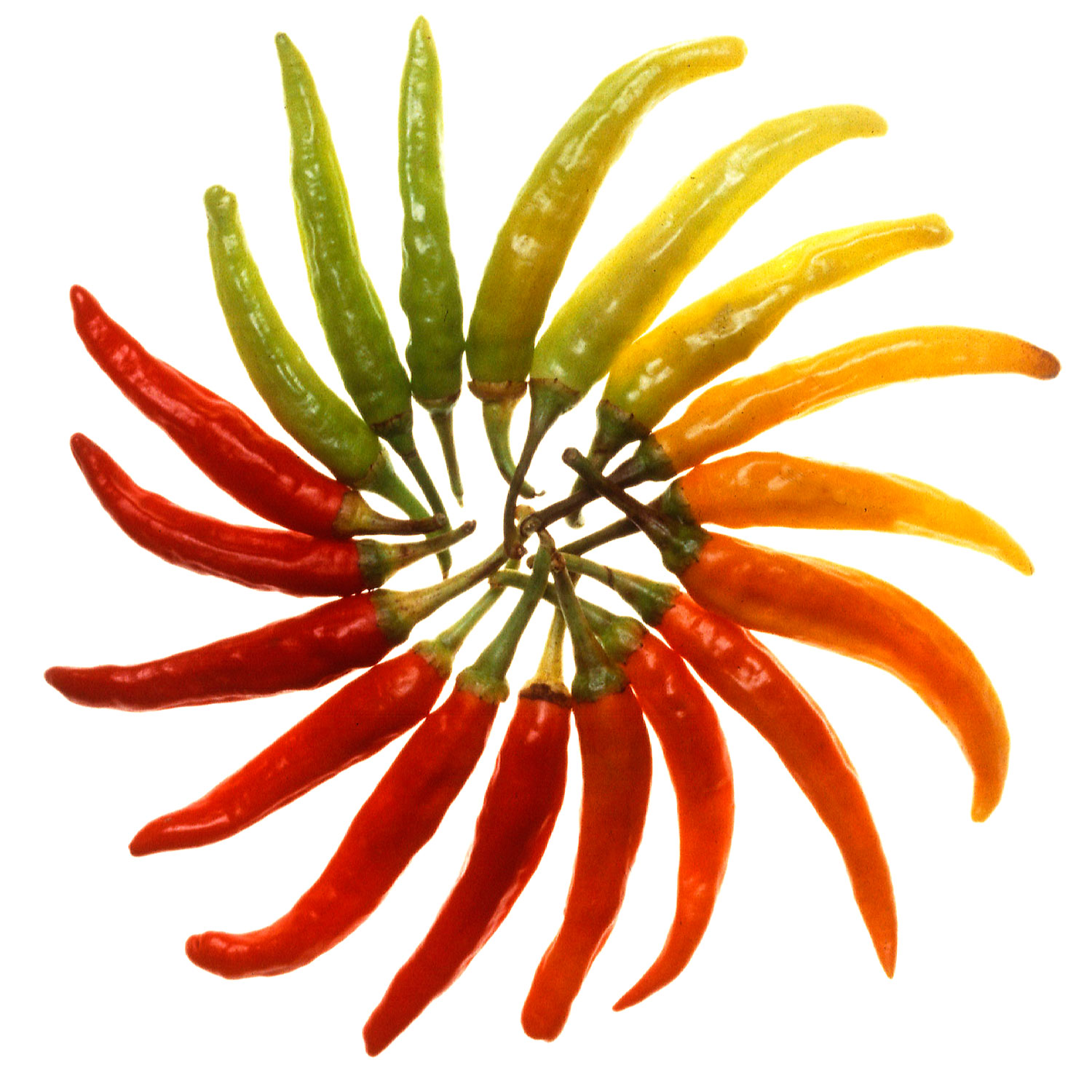
A cayenne-i paprika (Charleston Hot fajta) különböző érési fázisai

- Fűszerként használt paprikák (csípősség szerinti sorrendben):
  - Fűszerpaprika (Capsicum annuum var. longum)
    - Olasz fűszerpaprika vagy pepperoni (100–500 SHU)
    - Csilipaprikák:
      - Új-mexikói (500–5000 SHU)
      - Poblano (1000–1500 SHU)
      - Pasilla (1000–1500 SHU)
      - Jalapeño (2500–8000 SHU)
      - Viaszpaprika (zöld, 5 000–10 000 SHU)
      - Serrano (10 000–23 000 SHU)
      - Dundicut (30 000–50 000 SHU)
      - Cayenne (30 000–50 000 SHU)

  - Mexikói vadpaprika (Capsicum annuum var. aviculare, 50 000–100 000 SHU) – méregerős termésű, egyéb nevei: piquin, chiltecpin

A trópusi vagy szubtrópusi égövön termesztett csípős termésű fűszerpaprika-fajtákat összefoglaló néven csilipaprikáknak nevezik. A Kárpát-medencében termesztett hagyományos magyar fűszerpaprikából (pirospaprika) készül a magyar konyha fontos ízesítő- és színezőszere, a fűszerpaprika-őrlemény.

## Felhasználása

### Gyógyhatása
- A kapszaicint gyógyszeralapanyagként használják, főleg reuma elleni gyógyszerkészítményekben.
- Takeshi Mori, Masafumi Ohnishi, Megumi Komiyama, Arisa Tsutsui, Hiromitsu Yabushita és Hiroshi Okada japán tudósok 2002-ben közzétett tanulmánya egyértelműen kimutatta a paradicsompaprika (Capsicum annuum L. var. grossum) rákellenes hatását (Oncology Reports, 2002, vol. 9, no. 4).

### A konyhában

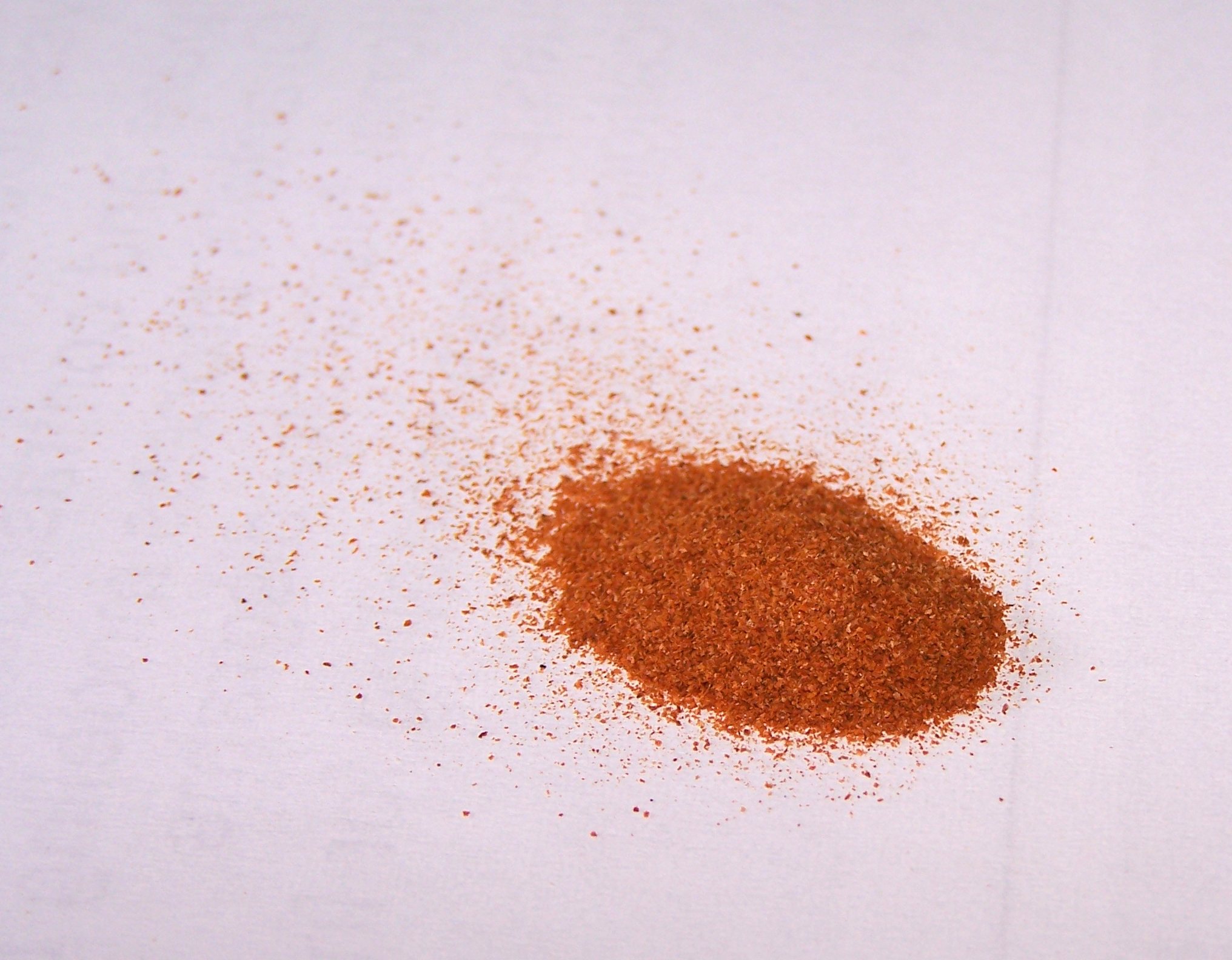
Fűszerpaprika-őrlemény

- A magyar konyha tipikus és közkedvelt fűszere, a magyar ételek az egész világon a paprikáról híresek.
- Nagyon sok fajtája van, amelyeket csemege-, konzerv- vagy fűszerpaprikaként használunk fel.
- Használhatjuk csemege-, vagy étkezési paprikának, ilyenkor zöldpaprikaként is emlegetjük. A beérett paprika nem csak több vitamint és ásványi anyagot tartalmaz, hanem jobb az ízanyaga is. A tavaszi zöldpaprika azonban kivétel, mert annak ellenére, hogy ún. „fűíze” van, nagyon sokan kedvelik.
- Magyar ételkülönlegesség a lecsó, amelyet önmagában is sokféleképpen készítünk, de egyes ételek ízesítésére is használunk. (Például lecsós húsételek.)
- Konzervnek és fűszerpaprikának csak teljesen beérett paprika alkalmas. A pirospaprika a magyar konyha leggyakrabban használt fűszere.
- Fontos, hogy a paprikát nem szabad forró zsiradékban hosszan pirítani, csak megfuttatjuk benne, mert elveszti piros színét, megbarnul és keserűvé válik.
- A jellegzetes magyar ételek ízét tovább javíthatjuk szárított cseresznyepaprikával vagy a kis méretűre növő, tűhegyes sárga vagy piros színű paprikával is. Ezeket NE az ételbe főzzük bele, hanem a magyaros ételek mellé tálaljuk fel. (Ez még a külföldi vendégek fogadásakor is így illik.)

## A pirospaprika minősége

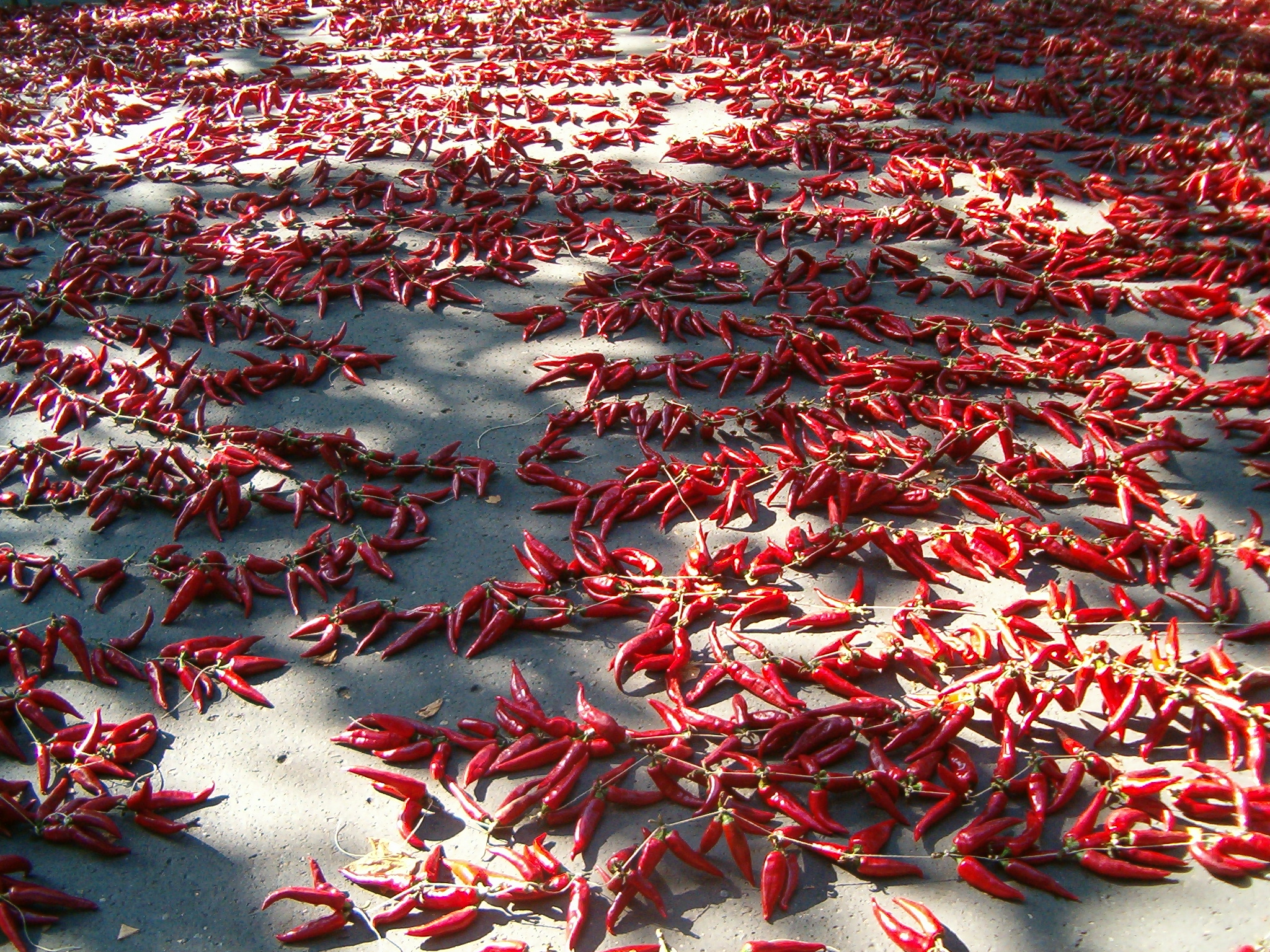
Szegedi paprika

Magyarországon hétféle minőségben dolgozzák fel:
- különleges: Élénkpiros, tüzes fényű, kellemesen fűszeres illatú, édes, vagy kissé csípős zamatos, a legfinomabb őrlésű paprika.
- csípősségmentes: Világospiros, kellemes fűszeres illatú, nem csípős, és nem olyan finomra őrölt, mint a különleges paprika.
- csemege: Világospiros, kellemes fűszeres illatú, zamatos, alig érezhetően csípős, nem olyan finomra őrölt mint a különleges paprika.
- édes-nemes: A csemegénél sötétebb árnyalatú, zamatos, kissé csípős, kellemes ízű és közepes őrlésű paprika.
- félédes: Az édes-nemesnél világosabb, tompább színű, jellemzően fűszeres, kellemesen csípős, közepes őrlésű.
- rózsa: Eléggé csípős, piros színű, közepes őrlésű.
- erős: A sárgától a barnáspiros színig változó színű, erősen csípős, középfinom őrlésű.